# Filmfestival van Venetië 2019
Het 76ste Filmfestival van Venetië is een internationaal filmfestival dat plaatsvond in Venetië, Italië van 28 augustus tot en met 7 september 2019. De film La Vérité, geregisseerd door Hirokazu Kore-eda, werd geselecteerd als openingsfilm.
De opening van het festival ging gepaard met controverse. Zo zouden er te weinig films te zien zijn die gemaakt zijn door vrouwen. Festivaldirecteur Alberto Barbera verdedigde de gemaakte keuzes door erop te wijzen dat ook mannelijke regisseurs goede verhalen over vrouwen kunnen vertellen, en verwees daarbij naar La Vérité. Ook was er kritiek op de keuze om films te vertonen van de in opspraak geraakte Nate Parker (American Skin) en Roman Polański (J'accuse). Alberto Barbera gaf aan dat bij de screening alleen is gekeken of een film goed genoeg is om te worden vertoond. Juryvoorzitter Lucrecia Martel gaf aan kunst en kunstenaar niet te kunnen scheiden. Als gevolg daarvan was ze niet aanwezig bij de galavoorstelling van Polański's film, en keek ze de film in een reguliere vertoning. Roman Polański was zelf niet aanwezig op het festival, aangezien Italië een uitleveringsverdrag heeft met de Verenigde Staten.

## Jury
De internationale jury:
| Naam                             | Beroep                                    | Land       |
| -------------------------------- | ----------------------------------------- | ---------- |
| Lucrecia Martel (juryvoorzitter) | Regisseur, scenarioschrijver en producent | Argentinië |
| Piers Handling                   | Filmhistoricus, recensent en CEO TIFF     | Canada     |
| Mary Harron                      | Regisseur                                 | Canada     |
| Stacy Martin                     | Actrice                                   | Frankrijk  |
| Rodrigo Prieto                   | Cameraman                                 | Mexico     |
| Shinya Tsukamoto                 | Regisseur en acteur                       | Japan      |
| Paolo Virzì                      | Regisseur en scenarioschrijver            | Italië     |

## Officiële selectie

### Binnen de competitie
De volgende films werden geselecteerd voor de internationale competitie. De gearceerde film betreft de winnaar van de Gouden Leeuw.
| Film                                   | Regisseur         | Land                      |
| -------------------------------------- | ----------------- | ------------------------- |
| A Herdade                              | Tiago Guedes      | -                         |
| Ad Astra                               | James Gray        | Vlag van Verenigde Staten |
| Babyteeth                              | Shannon Murphy    | Vlag van Australië        |
| Ema                                    | Pablo Larraín     | Vlag van Chili            |
| Gloria Mundi                           | Robert Guédiguian | Vlag van Frankrijk        |
| Guest of Honour                        | Atom Egoyan       | Vlag van Canada           |
| Il sindaco del Rione Sanità            | Mario Martone     | Vlag van Italië           |
| J'accuse                               | Roman Polański    | Vlag van Frankrijk        |
| Joker                                  | Todd Phillips     | Vlag van Verenigde Staten |
| La mafia non è più quella di una volta | Franco Maresco    | Vlag van Italië           |
| La Vérité                              | Hirokazu Kore-eda | -                         |
| Marriage Story                         | Noah Baumbach     | Vlag van Verenigde Staten |
| Martin Eden                            | Pietro Marcello   | -                         |
| No.7 Cherry Lane                       | Yonfan            | Vlag van Hongkong         |
| Om det oändliga                        | Roy Andersson     | -                         |
| Saturday Fiction                       | Lou Ye            | Vlag van China            |
| The Laundromat                         | Steven Soderbergh | Vlag van Verenigde Staten |
| The Painted Bird                       | Václav Marhoul    | -                         |
| The Perfect Candidate                  | Haifaa al-Mansour | -                         |
| Waiting for the Barbarians             | Ciro Guerra       | -                         |
| Wasp Network                           | Olivier Assayas   | -                         |

### Buiten de competitie
De volgende films worden getoond buiten de competitie.

#### Fictie
| Film                     | Regisseur                | Land                      |
| ------------------------ | ------------------------ | ------------------------- |
| Adults in the Room       | Costa-Gavras             | -                         |
| Mosul                    | Matthew Michael Carnahan | Vlag van Verenigde Staten |
| Seberg                   | Benedict Andrews         | -                         |
| The Burnt Orange Heresy  | Giuseppe Capotondi       | -                         |
| The King                 | David Michôd             | -                         |
| Tutto il mio folle amore | Gabriele Salvatores      | Vlag van Italië           |
| Vivere                   | Francesca Archibugi      | Vlag van Italië           |

#### Non-fictie
| Film                                                   | Regisseur                             | Land                                                     |
| ------------------------------------------------------ | ------------------------------------- | -------------------------------------------------------- |
| 45 Seconds of Laughter                                 | Tim Robbins                           | Vlag van Verenigde Staten                                |
| Citizen K                                              | Alex Gibney                           | Vlag van Verenigd Koninkrijk · Vlag van Verenigde Staten |
| Citizen Rosi                                           | Didi Gnocchi, Carolina Rosi           | Vlag van Italië                                          |
| Colectiv                                               | Alexander Nanau                       | Vlag van Roemenië · Vlag van Luxemburg                   |
| I diari di Angela - Noi due cineasti. Capitolo secondo | Yervant Gianikian Angela Ricci Lucchi | Vlag van Italië                                          |
| Il pianeta in mare                                     | Andrea Segre                          | Vlag van Italië                                          |
| Roger Waters: Us + Them                                | Roger Waters                          | Vlag van Verenigd Koninkrijk                             |
| State Funeral                                          | Sergei Loznitsa                       | Vlag van Nederland · Vlag van Litouwen                   |
| The Kingmaker                                          | Lauren Greenfield                     | Vlag van Verenigde Staten                                |
| Woman                                                  | Yann Arthus-Bertrand Anastasia Mikova | Vlag van Frankrijk                                       |

#### Speciale evenementen
| Film                                                   | Regisseur             | Land                         |
| ------------------------------------------------------ | --------------------- | ---------------------------- |
| Electric Swan                                          | Konstantina Kotzamani | -                            |
| Eyes Wide Shut                                         | Stanley Kubrick       | -                            |
| Irréversible                                           | Gaspar Noé            | Vlag van Frankrijk           |
| Never Just a Dream: Stanley Kubrick And Eyes Wide Shut | Matt Wells            | Vlag van Verenigd Koninkrijk |
| No One Left Behind                                     | Guillermo Arriaga     | Vlag van Mexico              |
| The New Pope (aflevering 2 en 7)                       | Paolo Sorrentino      | -                            |
| ZeroZeroZero (aflevering 1 en 2)                       | Stefano Sollima       | Vlag van Italië              |

### Orizzonti
De volgende films werden geselecteerd voor de Orizzonti-sectie. De gearceerde films hebben de Orizzonti-prijzen gewonnen voor respectievelijk Beste film en Beste korte film.

#### Speelfilms
| Film                 | Regisseur               | Land                      |
| -------------------- | ----------------------- | ------------------------- |
| Atlantis             | Valentyn Vasyanovych    | Vlag van Oekraïne         |
| Bik eneich - Un fils | Mehdi M. Barsaoui       | -                         |
| Blanco en blanco     | Théo Court              | -                         |
| Chola                | Sanal Kumar Sasidharan  | Vlag van India            |
| Giants Being Lonely  | Grear Patterson         | Vlag van Verenigde Staten |
| Hava, Maryam, Ayesha | Sahraa Karimi           | Vlag van Afghanistan      |
| Madre                | Rodrigo Sorogoyen       | -                         |
| Mes jours de gloire  | Antoine de Bary         | Vlag van Frankrijk        |
| Metri Shesh Va Nim   | Saeed Roustayi          | Vlag van Iran             |
| Moffie               | Oliver Hermanus         | Vlag van Zuid-Afrika      |
| Nevia                | Nunzia De Stefano       | Vlag van Italië           |
| Pelikanblut          | Katrin Gebbe            | -                         |
| Qi Qiu               | Pema Tseden             | Vlag van China            |
| Revenir              | Jessica Palud           | Vlag van Frankrijk        |
| Rialto               | Peter Mackie Burns      | Vlag van Ierland          |
| Sole                 | Carlo Sironi            | Vlag van Italië           |
| The Criminal Man     | Dmitry Mamuliya         | -                         |
| Verdict              | Raymund Ribas Gutierrez | Vlag van Filipijnen       |
| Zumiriki             | Óskar Alegría           | Vlag van Spanje           |

#### Korte films
| Film                                           | Regisseur                     | Land                                          |
| ---------------------------------------------- | ----------------------------- | --------------------------------------------- |
| Austral Fever                                  | Thomas Woodroffe              | Vlag van Chili                                |
| Cães que ladram aos pássaros                   | Leonor Teles                  | Vlag van Portugal                             |
| Darling                                        | Saim Sadiq                    | Vlag van Pakistan · Vlag van Verenigde Staten |
| Delphine                                       | Chloé Robichaud               | Vlag van Canada                               |
| Give Up the Ghost                              | Zain Duraie                   | -                                             |
| Kingdom Come                                   | Sean Robert Dunn              | Vlag van Verenigd Koninkrijk                  |
| Le coup des larmes                             | Clémence Poésy                | Vlag van Frankrijk                            |
| Morae                                          | Kim Kyung-rae                 | Vlag van Zuid-Korea                           |
| Nach zwei Stunden waren zehn Minuten vergangen | Steffen Goldkamp              | Vlag van Duitsland                            |
| Roqaia                                         | Diana Saqeb Jamal             | -                                             |
| Sh_t Happens                                   | David Štumpf Michaela Mihályi | -                                             |
| Supereroi senza superpoteri                    | Beatrice Baldacci             | Vlag van Italië                               |
| The Diver                                      | Jamie Helmer Michael Leonard  | -                                             |

#### Korte films buiten de competitie
| Film       | Regisseur            | Land                      |
| ---------- | -------------------- | ------------------------- |
| Condor One | Kevin Jerome Everson | Vlag van Verenigde Staten |
| GO4        | Peter Strickland     | Vlag van Hongarije        |

### Venezia Classici
De volgende films werden geselecteerd voor de Venezia Classici-sectie. De gearceerde films hebben de prijzen gewonnen voor respectievelijk Beste gerestaureerde film en Beste documentaire.

#### Gerestaureerde filmklassiekers
| Film                                | Regisseur            | Land                      |
| ----------------------------------- | -------------------- | ------------------------- |
| Crash (1996)                        | David Cronenberg     | Vlag van Canada           |
| Ensayo de un crimen (1955)          | Luis Buñuel          | Vlag van Mexico           |
| Extase (1933)                       | Gustav Machatý       | Tsjechoslowakije -        |
| Fransisca (1981)                    | Manoel de Oliveira   | Vlag van Portugal         |
| Kalina krasnaya (1973)              | Vasily Shukshin      | Sovjet-Unie               |
| La commare secca (1962)             | Bernardo Bertolucci  | Vlag van Italië           |
| La muerte de un burócrata (1966)    | Tomás Gutiérrez Alea | Vlag van Cuba             |
| Le Passage du Rhin (1960)           | André Cayatte        | -                         |
| Lo sceicco bianco (1952)            | Federico Fellini     | Vlag van Italië           |
| Maria Zef (1981)                    | Vittorio Cottafavi   | Vlag van Italië           |
| Mauri (1988)                        | Merata Mita          | Vlag van Nieuw-Zeeland    |
| New York, New York (1977)           | Martin Scorsese      | Vlag van Verenigde Staten |
| Out of the Blue (1980)              | Dennis Hopper        | -                         |
| Sodrásban (1964)                    | István Gaál          | Vlag van Hongarije        |
| Strategia del ragno (1970)          | Bernardo Bertolucci  | Vlag van Italië           |
| Tappeha-ye Marlik (1964)            | Ebrahim Golestan     | Vlag van Iran             |
| The House Is Black (1962)           | Forough Farrokhzad   | Vlag van Iran             |
| The Incredible Shrinking Man (1957) | Jack Arnold          | Vlag van Verenigde Staten |
| Tiro al piccione (1961)             | Giuliano Montaldo    | Vlag van Italië           |
| Way of a Gaucho (1952)              | Jacques Tourneur     | Vlag van Verenigde Staten |

#### Documentaires
| Film                                                             | Regisseur                            | Land                      |
| ---------------------------------------------------------------- | ------------------------------------ | ------------------------- |
| 800 mal Einsam - ein Tag mit dem Filmemacher Edgar Reitz         | Anna Hepp                            | Vlag van Duitsland        |
| Andrey Tarkovsky: A Cinema Prayer                                | Andrey Tarkovsky Jr.                 | Vlag van Rusland          |
| Babenco - Alguém tem que ouvir o coração e dizer: parou          | Bárbara Paz                          | Vlag van Brazilië         |
| Boia, maschere e segreti: L'horror italiano degli anni sessanta  | Steve Dalla Casa                     | Vlag van Italië           |
| Fellini fine mai                                                 | Eugenio Cappuccio                    | Vlag van Italië           |
| Fulci for Fake                                                   | Simone Scafidi                       | Vlag van Italië           |
| Life As a B-movie: Piero Vivarelli                               | Fabrizio Laurenti, Niccolò Vivarelli | Vlag van Italië           |
| Leap of Faith: William Friedkin on The Exorcist                  | Alexandre O. Philippe                | Vlag van Verenigde Staten |
| Se c'è un aldilà sono fottuto: Vita e cinema di Claudio Caligari | Simone Isola, Fausto Trombetta       | Vlag van Italië           |

### Sconfini
De volgende films werden geselecteerd voor de Sconfini-sectie.
| Film                       | Regisseur                          | Land            |
| -------------------------- | ---------------------------------- | --------------- |
| Chiara Ferragni – Unposted | Elisa Amoruso                      | Vlag van Italië |
| Effetto domino             | Alessandro Rossetto                | Vlag van Italië |
| Il varco                   | Federico Ferrone Michele Manzolini | Vlag van Italië |
| Les épouvantails           | Nouri Bouzid                       | -               |

## Prijzen
Binnen de competitie:
- Gouden Leeuw: Joker van Todd Phillips
- Grote Juryprijs: J'accuse van Roman Polański
- Zilveren Leeuw: Roy Andersson voor Om det oändliga
- Coppa Volpi voor beste acteur: Luca Marinelli voor Martin Eden
- Coppa Volpi voor beste actrice: Ariane Ascaride voor Gloria Mundi
- Speciale Juryprijs: La mafia non è più quella di una volta van Franco Maresco
- Premio Osella voor beste scenario: No.7 Cherry Lane van Yonfan
- Premio Marcello Mastroianni: Toby Wallace voor Babyteeth
- Tweede Passion for Film-award voor cameraman Luca Bigazzi[3]